# Date with an Angel
Date with an Angel (bra Encontro com um Anjo) é um filme estadunidense de 1987, do gênero comédia romântico-fantástica, dirigido por Tom McLoughlin e estrelado por Emmanuelle Béart, Phoebe Cates e Michael E. Knight.

## Sinopse
Assim que os convidados de sua despedida de solteiro vão embora, homem vê um anjo cair em sua piscina, o que o leva a rever seus planos de vida.

## Elenco
- Michael E. Knight - Jim Sanders
- Phoebe Cates - Patricia 'Patty' Winston
- Emmanuelle Béart - Anjo
- David Dukes - Ed Winston
- Phil Brock - George
- Albert Macklin - Don
- Peter Kowanko - Rex
- Vinny Argiro - Ben Sanders
- Bibi Besch - Grace Sanders
- Cheryl Pollak - Rhonda/Caixa no supermercado
- Steven Banks - Aldridge
- Charles Lane - Padre O'Shea
- J. Don Ferguson - Harlan Rafferty
- Leslie Norris - Recepcionista
- Thomas L. McIntyre - Executivo
- Nancy McLoughlin - Executiva
- Albert Ash - Executivo
- Bonnie Johnson (creditado como Bonnie Cook) - Executivo
- D. Anthony Pender - Wertheimer
- Anna Maria Poon - Repórter
- David Fitzsimmons - Repórter
- Jerry Campbell - frentista
- Tom McLoughlin - Homem na igreja